# هاتف تاكيوني مضاد
الهاتف التاكيوني المضاد (بالإنجليزية: Tachyonic antitelephone)‏ هو جهاز افتراضي بالفيزياء النظرية، والذي يرسل إشارات إلى ماضي شخص ما، ألبرت آينشتاين في 1907،

عرض تجربة فكرية شرح فيها كيف أن الجسيمات الأسرع من الضوء قد تؤدي إلى تناقض السببية، والتي وصفها آينشتاين وأرنولد سامغفيلد في 1910 كوسيلة «للتحدث مع الماضي».
 ونفس التجربة الفكرية وصفها ريكارد شايس تولمان في 1917
، ولذلك أطلق عليها أيضا اسم تناقض تولمان.
الآلة القادرة على «إرسال إشارات إلى الماضي» أُطلق عليها لاحقا اسم «الهاتف التاكيوني المضاد» وبالإنجليزية tachyonic antitelephone من قبل غريغوري بينفورد إت آل، حسب الفهم الحالي للفيزياء، لايوجد قابلية لنقل المعلومات بسرعة تفوق سرعة الضوء. فعلى سبيل المثال جسيمات التاكيون الافتراضية التي تعطي الآلة اسمها لم يتم إثبات وجودها بعد ولا حتى نظريا في الشكل العام للجسيم في الفيزياء. وذلك بسبب تكاثف التاكيونات، لايوجد أي دليل قادر على إثباتها. المشكلة أن الكشف عن التاكيونات بالتناقضات السببية كان علميا ومنطقياً.

## مثال الإتجاه الواحد

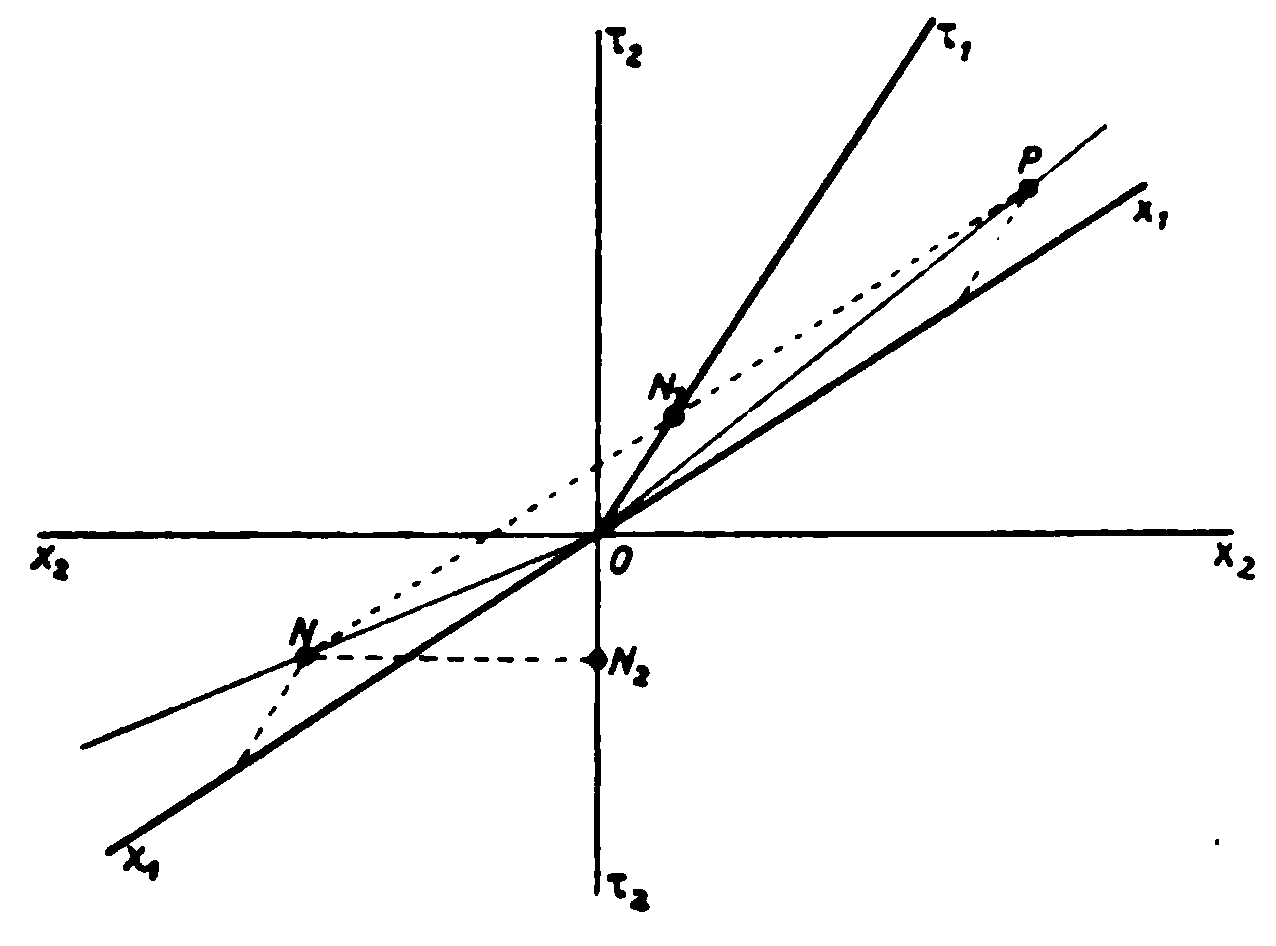
صورة توضيحة وضها باول إيرينفيست مستخدما مخطط مينكوسكي

استخدم تولمان وجهة النظر التالية بناء على تجربة آينشتاين

، تخيل أن المسافة بين A و B . ولنقل أنا الإشارة أرسل من A متجهة بسرعة a إلى B . كل هذا مقاس في لحظة البداية. الوصول إلى B معطى بالعلاقة:
{\displaystyle \Delta t=t_{1}-t_{0}={\frac {B-A}{a}}.}
هنا، الحدث A هو سبب الحدث B . وفي لحظة البداية تتحرك الإشارة بسرعة نسبية v . وقت وصولها إلى B معطاة حسب تحويل لورنز:
{\displaystyle \Delta t'=t'_{1}-t'_{0}={\frac {t_{1}-vB/c^{2}}{\sqrt {1-v^{2}/c^{2}}}}-{\frac {t_{0}-vA/c^{2}}{\sqrt {1-v^{2}/c^{2}}}}={\frac {1-av/c^{2}}{\sqrt {1-v^{2}/c^{2}}}}\Delta t.}
ستظهر بوضوح أنه إذا كان a > c ، فإن القيم المحددة لـ v قد تجعل Δt' سالبة، وبعبارة أخرى التأثير سيظهر قبل السبب. آينشتاين وتولمان اختتما بأن هذه النتيجة في وجهة نظرهما هي تناقض غير منطقي، وهي تناقض العلم بشكل كامل ولذا فإن استحالة a > c قد أثبت بشكل كافي.

## مثال الإتجاهين
المثال المعروف لهذه التجربة الفكرية هو إرجاع الإشارة إلى المرسل (مثال مشابه قدم من قبل دافيد بوم ).
افترض أن أليس (A) على مركبة فضائية تتحرك بعيداً عن الأرض بالإتجاه الموجب x بسرعة v . وتريد أن تتواصل مع بوب (B) الموجود في البيت (على الأرض) وافترض أن كلاهما لديهما آلة قادرة على إرسال واستقبال إشارات تسير بسرعة تفوق سرعة الضوء (ac حيث a > 1). تستخدم أليس هذه الآلة لإرسال رسالة لبوب والذي سيرسل رد لها. دعنا نختار أصل نسق اللحظة المرجعية لبوب، S لتتزامن من استقبال رسالة أليس إليه، إذا أرسل بوب رسالة رد حالا إلى أليس، فإنه في اللحظة المتبقية لبوب، فنسق إشارة الرد (في الوحدة الطبيعية c=1) تعطى بـ:
{\displaystyle (t,x)=(t,at)}
ولاكتشاف وقت استقبال الرد من أليس. سنشكل تحول لورنز للحظة أليس S' المتحركة بالإتجاه الموجب x بسرعة v باتجاه الأرض، في هذه اللحظة أليس في المكان المتبقي x' = L حيث L هي المسافة التي تم بها إرسال إشارة أليس إلى الأرض عابرة إلى لحظتها المتبقية. ونسق الرد يعطى بالعلاقة:
{\displaystyle t'=\gamma \left(1-av\right)t}
{\displaystyle x'=\gamma \left(a-v\right)t}
و يتم استلام الرد من قبل أليس عندما، وهذا يعني أن وذلك:
{\displaystyle t'={\frac {1-av}{a-v}}L}
عندما ترسل رسالة أليس إلى بوب بوقت L/a لتصل إليه، ورسالة الرد ستصل إليها بالوقت:
{\displaystyle T={\frac {L}{a}}+t'=\left({\frac {1}{a}}+{\frac {1-av}{a-v}}\right)L}
و بعد أن أرسلت أليس رسالتها. على أية حال إذا كان v > (2a)/(1+a^2) عندها T > 0 وأليس ستسلم رسالة بوب قبل أن ترسل إليه الرسالة في المكان الأول.
بنفورد إت آل، كتب التناقضات بشكل عام:
و قد اختتموا بأن الجسيمات الفوق ضوئية كالتاكيونات، كذلك غير قادرة على توصيل الإشارة.